# Reupzig
Reupzig este o comună în Saxonia-Anhalt, Germania